# Павленко, Андрей Петрович
Андре́й Петро́вич Павле́нко (25 декабря 1939, Москва, СССР, — 27 апреля 1970, Джакарта, Индонезия) — советский филолог-индонезист, лексикограф, педагог.
Сын известного писателя П. А. Павленко и писательницы-переводчицы Н. К. Тренёвой. Получил высшее образование в Институте восточных языков при МГУ имени М. В. Ломоносова и в джакартском Университете Индонезия. С 1961 года преподаватель, затем доцент МГУ. В 1966 году защитил диссертацию «Основные вопросы фонетики и морфологии сунданского языка». Одним из первых в России занялся практическим и научным изучением сунданского языка и литературы на нём, экспериментальным исследованием фонетики и фонологии индонезийского языка. Зачинатель изучения и преподавания малайского языка в Московском университете. В 1969—1970 годах возглавлял Советский культурный центр в Джакарте. Принимал участие в составлении ряда словарей индонезийского и малайского языков, работал в области перевода (роман А. Пане «Оковы», рассказы Бахтиара Сиагиана и др.).
Скоропостижно скончался от инфаркта в Джакарте. Похоронен в Москве на Новодевичьем кладбище.

## Основные труды
- Сунданский язык, М., 1965;
- Русско-индонезийский учебный словарь, М, 1962 (в соавторстве);
- Индонезийско-русский учебный словарь, М., 1964 (в соавторстве);
- Русско-индонезийский словарь, М., 1972 (в соавторстве);
- Малайзийско-русско-английский словарь, М., 1977 (в соавторстве).